# A sangre fría (película de 1967)
A sangre fría es una película estadounidense de 1967, policíaca y de drama, dirigida, escrita y producida por Richard Brooks, y con actuación de Robert Blake, Scott Wilson y John Forsythe. Basada en la novela homónima, de Truman Capote, la película consigue emular sus logros sustanciales: conocer íntimamente a las víctimas y a sus verdugos, saber con todo detalle qué ocurrió exactamente aquella noche del 14 de noviembre de 1959 por boca de uno de los verdugos y reflexionar sobre la pena de muerte.
Ganó el premio David di Donatello al Mejor director extranjero, y fue candidata a cuatro Óscar: los de Mejor director, Mejor música, Mejor fotografía y Mejor guion adaptado. En el año 2008, fue elegida para ser conservada en el archivo de la Biblioteca del Congreso de Estados Unidos. Forma parte del AFI's 10 Top 10 en la categoría de "Películas judiciales".

## Sinopsis
Los Clutter, una familia de granjeros de Kansas, son muertos por dos hombres que han estado en prisión: Dick (Scott Wilson) y Perry (Robert Blake). La brigada policial que investiga la brutal matanza está dirigida por Alvin Dewey (John Forsythe), que fue miembro del FBI y hará todo lo posible por averiguar cómo ha sido el crimen.

## Argumento
A sangre fría narra la matanza de los Clutter, familia acomodada del Medio Oeste de los Estados Unidos, a manos de dos hombres que han sido presidiarios: Richard Eugene Hickock, llamado Dick (Scott Wilson), y Perry Edward Smith (Robert Blake), ambos delincuentes de poca monta que compartieron celda en la Penitenciaría de Lansing (Kansas). El equipo de investigación, dirigido por el agente Alvin Dewey (John Forsythe) (que en su día fue sheriff de Garden City, condado de Finney en el que suceden los hechos, y también agente del FBI), se encuentra con unas muertes muy violentas que no parecen responder a una motivación plausible. Herbert W. Clutter, de 48 años, su esposa Bonnie, de 46, y sus hijos adolescentes Kenyon y Nancy, y otras dos hijas que ya no viven en la casa familiar, son precisamente el arquetipo de la familia estadounidense feliz, con sus virtudes y defectos, con sus glorias, como el éxito en el negocio agropecuario, la fama en su comunidad, los hijos responsables y educados; y sus abismos: la madre, Bonnie, está gravemente afectada por problemas nerviosos, cuando no dudas existenciales, que la mantienen prácticamente recluida en su dormitorio o en centros de tratamiento especializado.
Dewey y sus hombres no aciertan a explicarse por qué tanto ensañamiento con Herbert y su familia. El robo es descartado en primera instancia, por la inveterada costumbre del señor Clutter de no llevar dinero encima ni guardarlo en la casa. Otros motivos son difíciles de imaginar para el agente Dewey, que es amigo íntimo del señor Clutter y su familia; ¿la envidia?, ¿algún antiguo pleito?, ¿una venganza?. La respuesta la tiene otro convicto de Lansing: Floyd Wells, que diez años atrás estuvo empleado en River Valley, finca de los Clutter. En las eternas conversaciones entre compañeros de celda, Wells había contado a Hickock su experiencia en aquella parte de Kansas, lo rico y ecuánime que era el señor Clutter, los pormenores de la finca y de la casa, y también que sabía por el propietario que frecuentemente, mantener el negocio le costaba hasta 10.000 dólares semanales. Hickock salió de Lansing convencido de que en esa casa tenía que haber una caja fuerte con miles de dólares... y una jovencita en edad de merecer.
La ausencia de esa caja fuerte, la negativa de Perry a permitir que Hickock abuse de Nancy y el placer que experimentan al ver a tan noble familia humillada e indefensa, desencadenan la matanza. Durante seis largas semanas, y ante la falta de respuestas, los habitantes de Holcomb se ven sumidos en una depresión colectiva, en un pánico y una paranoia colectivos, hasta que los autores del crimen son detenidos en Las Vegas la tarde del 30 de diciembre, después de pasar 40 días vagando por México y la mitad sur de los Estados Unidos.
Un fiscal hábil, una defensa de oficio, un juez impecable y un jurado de hombres sencillos y muy religiosos sentencian a muerte por ahorcamiento a los acusados, que apelarán durante cinco años, pero que acabarán en El Rincón (el lugar de la penitenciaría estatal de Kansas donde se ejecuta a los reos) la noche del 14 de abril de 1965.

## Reparto

A sangre fríaestá preservadaen el archivo de laBiblioteca del Congreso

| Actor                                                      | Personaje                     |
| ---------------------------------------------------------- | ----------------------------- |
| Robert Blake                                               | Perry Smith                   |
| Scott Wilson                                               | Dick Hickock                  |
| John Forsythe                                              | Alvin Dewey                   |
| Paul Stewart                                               | Jensen, the reporter          |
| Gerald S. O'Loughlin                                       | Harold Nye                    |
| Jeff Corey                                                 | Walter Hickock, padre de Dick |
| John Gallaudet                                             | Roy Church                    |
| James Flavin                                               | Clarence Duntz                |
| Charles McGraw                                             | Tex Smith, padre de Perry     |
| Sammy Thurman                                              | Flo Smith, madre de Perry     |
| Will Geer                                                  | Abogado fiscal                |
| John McLiam                                                | Herbert Clutter               |
| Ruth Storey                                                | Bonnie Clutter                |
| Brenda C. Currin                                           | Nancy Clutter                 |
| Paul Hough                                                 | Kenyon Clutter                |
| Vaughn Taylor                                              | Good Samaritan                |
| Jim Lantz                                                  | Oficial Rohleder              |
| Donald Sollars                                             | Vendedor de ropa              |
| Sheldon Allman                                             | Reverendo Jim Post            |
| Harriet Levitt                                             | Sra. Hartman                  |
| Mary Linda Rapelye                                         | Sue Kidwell                   |
| Sadie Truitt y Myrtle Clare, residentes de Holcomb, Kansas | Ellos mismos                  |

## Comentario
Richard Brooks defiende la rigurosidad de la adaptación del texto original ya en el primer título de crédito de la película: "Truman Capote's, In Cold Blood", detalle que nos revela al Brooks guionista, pues, como es bien sabido, la legislación de los Estados Unidos otorga a los productores y no a los autores la propiedad intelectual de las obras.
Con frecuencia se lee que Brooks fue un realizador "artesano", calificativo que parece que se aplica a un puñado de directores que con escasos recursos realizaron excelentes producciones. No parece ser ese el caso de Brooks, que había demostrado solo un año antes su vigor narrativo y su amor por el Cine con mayúscula con la película Los profesionales, un western sólido como su carrera de guionista (Cayo Largo, Dulce pájaro de juventud...) y además trufado de estrellas: Burt Lancaster, Lee Marvin, Robert Ryan y Jack Palance.
La primera decisión importante de Brooks fue rechazar la pretensión de la Columbia Pictures de imponer a Steve McQueen y Paul Newman como actores principales: Brooks sostuvo que esos rostros tan conocidos no encajaban ni de lejos en su proyecto y buscó entre los jóvenes rostros de la televisión dos actores que dieran el perfil. Sin duda, el director acertó plenamente.
Rodada en blanco y negro, en los escenarios naturales donde transcurrieron los hechos, y con la misma luz que debieron ver los protagonistas de la historia, Brooks ofrece un trabajo sobrio y redondo hasta el último detalle, en el que aporta una interesante reflexión sobre la pena de muerte: los dos asesinos no condicionaron en ningún momento sus actos por la posibilidad de ser con posterioridad condenados y ejecutados. La procedencia social, su condición de haber estado ya en la cárcel y la falta de oportunidades en la vida fueron elementos más decisivos a la hora de planear el robo y matar a sus víctimas que cualquier posible castigo posterior que pudieran recibir.

## Curiosidades
- El director incluye en la película a dos personajes reales: la señora Sadie Truitt y su hija Mirtle Clare, personajes destacados en los títulos de crédito. Se trata de la responsable de la estafeta de correos y de su madre, que es la encargada de recoger el correo que sueltan los trenes sin pararse. En la novela de Capote, estas dos señoras propician algunos de los diálogos más jugosos, absolutamente surrealistas, dentro de la sordidez de la historia.

- Hay errores de producción menores (coches fabricados con posterioridad a 1959, la guitarra que usa Perry es de 1963, y alguno más...) que se recogen debidamente en la ficha de la película en el IMDb, pero hay un error inédito en la versión española: Cuando Dick y Perry son detenidos en Las Vegas, acaban de recoger en la oficina de Correos una voluminosa caja que contiene, entre otras cosas, las botas cuyas huellas obraban en poder de la Policía; el agente Dewey le susurra al policía que lleva la caja: Mire que si hubieran llegado sólo cinco minutos tarde... En realidad debe decir Mire que si los detienen cinco minutos antes..., pues en ese caso los criminales no habrían recogido la caja que contenía las pruebas. En la versión subtitulada en español, sin embargo, el diálogo está correcto.

- El filme se estrenó con escenas censuradas en Polonia, Australia, Finlandia, Suecia, España y los Estados Unidos.

- La persona que narra los hechos en la película es el mismo Truman Capote.

- La película del 2005 Capote, dirigida por Bennet Miller y con actuación Philip Seymour Hoffman, narra los mismos hechos pero desde la perspectiva del escritor, centrándose en la creación de la novela y en la relación de Truman Capote con los criminales.

- La película del 2006 Infamous (en España, Historia de un crimen; en Hispanoamérica, Infame) volvía a contar la historia también desde la perspectiva del escritor. Estaba escrita y dirigida por Douglas McGrath.

- La cadena estadounidense Telemundo tiene prevista la realización de la versión en telenovela de la famosa película alemana de 1931 M, y se empleará en ella parte de la historia A sangre fría y su título. Se prevé también que será una de las más grandes telenovelas de todos los tiempos, por lo llamativo del tema.